# Buse Ünal
Buse Ünal (* 29. Juli 1997 in Ankara) ist eine türkische Volleyballspielerin. Sie spielt auf der Position Zuspiel.

## Leben und Karriere
Ünal wurde am 29. Juli 1997 in Ankara geboren. Ihr Vater war Fußballspieler und ihre Mutter war Volleyballspielerin. Ihre jüngere Schwester spielt ebenfalls Volleyball.
Ünal begann mit dem Volleyballspielen im Verein von Arkasspor İzmir in Izmir, wo sie während ihrer Schulzeit sieben Jahre lang Mitglied war. Als die Familie nach Ankara umsiedelte, schloss sie sich dem Verein von Ilbank Ankara an, wo sie zwei Jahre lang spielte. 2013 holte ihr Team den Meistertitel der türkischen Meisterschaft. In der Saison 2014–15 der türkischen Frauen-Volleyballliga wurde sie in die A-Mannschaft von Ilbank Ankara zugelassen, die dann in der ersten Liga der türkischen Frauen-Volleyballliga spielte. Nach dem Abstieg ihrer Mannschaft in die zweite Liga wurden sie am Ende der Saison 2016/17 in die erste Liga befördert. 2018 verließ Ünal Ilbank Ankara. Im selben Jahr unterschrieb sie bei Manisa Büyükşehir Belediyesi.

## Erfolge Verein
Klub-Weltmeisterschaft:
- 2021

Türkische Meisterschaft:
- 2022

## Erfolge Nationalmannschaft
Mittelmeerspiele:
- 2018

Europameisterschaft:
- 2021